# Ekstrapolacja ustawowa
Ekstrapolacja ustawowa – domniemanie prawne oparte na metodach stochastycznych, w którym uzyskany w wyniku określonych czynności (np. przy wyborach) efekt przyjmowany jest jako stan realnie istniejący. 

## Przykład
W wyborach do parlamentu we wrześniu 2005 r. wzięło udział ok. 40% do tego uprawnionych, lecz zgodnie z ustawowo zapisaną ekstrapolacją (w ordynacji wyborczej) obsadzeniu podlega 100% miejsc w parlamencie, mimo że wydawać by się mogło, że tylko tych 40% miejsc winno być obsadzonych, a reszta foteli powinna pozostać pusta.